# Have You Ever Been in Love
Have You Ever Been in Love è una canzone incisa dall'artista canadese Céline Dion e inserita nel suo settimo album in studio in lingua inglese A New Day Has Come (2002) e successivamente inclusa nel suo ottavo album in studio in lingua inglese One Heart (2003). La canzone è una power-ballad, scritta da Anders Bagge, Peer Åström, Tom Nichols, Daryl Hall e Laila Bagge, mentre la produzione è stata curata dal gruppo di produttori Bagge & Peer. Il brano fu pubblicato il 14 aprile 2003 negli Stati Uniti e in Canada come secondo singolo promozionale di One Heart, mentre il 3 novembre 2003 fu rilasciato come terzo singolo commerciale in alcuni paesi europei selezionati.
La canzone ricevette il plauso da parte della critica musicale, la quale la definì una ballata dal suono classico e una delle migliori tracce dell'album. Al contrario, le classifiche musicali non ottennero la presenza del brano della Dion, anche se riuscì a scalare la Billboard Hot Adult Contemporary Tracks, posizionandosi alla numero 2 e rimanendovi quattordici settimane, stabilendo così un record.
Per la promozione del singolo fu realizzato anche un videoclip musicale, girato tra il 29 e 30 aprile 2003 a Los Angeles e rilasciato il 2 giugno 2003.

## Antefatti e contenuti
Have You Ever Been in Love è stato composta da Anders Bagge, Peer Åström, Tom Nichols, Daryl Hall e Laila Bagge, e prodotta da Bagge & Peer. La canzone fu rilasciata negli Stati Uniti come singolo promozionale dell'album del 2003, One Heart, anche se apparse per la prima volta nell'album del 2002, A New Day Has Come.
In Europa il brano fu rilasciato nel novembre 2003 come singolo commerciale. Il CD includeva come tracce secondarie la cover della Dion di All by Myself, tratta dall'album Falling into You (1996) e una versione più corta di Have You Ever Been in Love.
Have You Ever Been in Love è stata inserita nella versione europea del greatest hits My Love: Ultimate Essential Collection.

## Videoclip musicale
Come videoclip musicale del singolo si decise che doveva essere una registrazione live della performance della Dion durante una delle serate dello show A New Day... tenutosi al Colosseum del Caesars Palace di Las Vegas. Tuttavia, la Sony Music Entertainment ingaggiò Antti Jokinen per crearne uno nuovo. Il videoclip fu girato tra il 29 e il 30 aprile 2003 a Los Angeles e pubblicato il 2 giugno 2003.
Il videoclip musicale mostra Céline con un look totalmente nuovo, un taglio di capelli molto corti. La cantante inizia a interpretare il brano in piedi su un lungo molo che si estende su un paesaggio arido. Alle scene che riprendono la Dion si alternano scene che mostrano coppie di innamorati bloccati nel deserto o in una barca oppure su di una macchina. Mentre la canzone si sviluppa, il paesaggio comincia ad allagarsi fino a diventare un lago.
Il videoclip musicale è stato incluso nel CD singolo rilasciato in Europa.

## Recensioni da parte della critica
Larry Flick di Billboard scrisse:"Dopo aver scosso il suo repertorio con il ritmico I Drove All Night, la Dion ritorna con una power - ballad... In un momento in cui la musica è spaventosamente aggressiva e il mondo in generale è pieno di tumulti, una ballata classica in stile Dion è una calda fonte di conforto. I programmatori delle radio AC stanno già attingendo alla traccia, che si costruisce da un'apertura delicata, pianificata in un climax deliziosamente teatrale, incorniciato da archi. Tutti insieme, la Dion offre un'affascinante tavolozza di colori vocali che vanno dai delicati e traspiranti ai corposi e appropriatamente drammatici." Nella sua recensione di  A New Day Has Come, Ken Tucker di Entertainment Weekly scrisse che la canzone ” si sviluppa in intensità per sembrare un tema cinematografico di James Bond, come se fosse stato consegnato da Barbra Streisand - vale a dire, è un divertimento esagerato." Stephen Thomas Erlewine di AllMusic fece eco con lo stesso pensiero, definendo il singolo "un'apologeticamente Barbra Streisand-esque". Nella sua recensione del precedente album e anche di One Heart, lo scelse come uno dei migliori brani di entrambi gli album. Rebecca Wallwork di Amazon commentò:"ballate come Have You Ever Been in Love si attengono alla formula collaudata di consentire alla voce impressionante della Dion di essere al centro della scena."
Elisabeth Vincentelli di Entertainment Weekly, ha commentato:"Dion tiene sotto controllo le cinghie durante la maggior parte di One Heart, quindi quando va per la schiacciata, come in Have You Ever Been in Love, il senso di allegria liberazione è particolarmente soddisfacente. (La traccia - una ballata in stile anni '70 ampia e carica di corde, scritta da Daryl Hall - è una ripetizione di A New Day Has Come dell'anno scorso.) La canzone è il miglior esempio della solida base di roccia One Heart che si basa su: la straordinaria capacità della Dion di infondere sincerità nelle carte dei segni distintivi e suona come l'unica persona al mondo che crede nel vero amore. E nella nostra epoca di ironisti postmoderna, non è piacevole incontrare qualcuno che ama così tanto il suo lavoro?" Sal Cinquemani di Slant Magazine la definì una "ballata dal suono classico", mentre su People fu definito "uno dei tagli più forti dell'album".

## Successo commerciale e riconoscimenti
La canzone trascorse quattordici settimane alla numero due della classifica americana Billboard Hot Adult Contemporary Tracks, stabilendo un record per un numero maggiore di settimane in seconda posizione.
In Europa, il singolo raggiunse soltanto la classifica svedese, debuttando alla numero 57. In totale trascorse due settimane in classifica.
Nel 2004, Have You Ever Been in Love vinse l'ASCAP London Award e il BMI London Award nella categoria Pop Award.

## Interpretazioni dal vivo e cover di altri interpreti
Céline Dion interpretò Have You Ever Been in Love durante il periodo di promozione (tra marzo e novembre 2003) nel suo residency-show A New Day... tenutosi al Caesars Palace di Las Vegas. 
Nel 2002 Céline presentò la canzone nello speciale televisivo A New Day Has Come, andato in onda sul canale della CBS il 7 aprile. Il 22 maggio 2003 Céline fu ospitata al MGM Grand Las Vegas per partecipare come ospite d'onore al VH1 Divas Live dove interpretò il suo nuovo singolo. Il 10 luglio 2003 Céline cantò Have You Ever Been in Love durante una puntata di TheToday Show tenutasi al Rockfeller Center a New York City.
Nel 2009 il duo musicale americano Hall & Oates, dove ne fa parte Daryl Hall, co-autore di Have You Ever Been in Love, pubblicò un album intitolato Do What You Want, Be What You Are: The Music of Daryl Hall & John Oates, il quale includeva una versione acustica del brano.

## Formati e tracce
CD Singolo Promo (Europa; Stati Uniti) (Columbia: SAMPCS 13346 1; Epic: 87185)
1. Have You Ever Been in Love – 4:08 (Anders Bagge, Peer Åström, Tom Nichols, Daryl Hall, Laila Bagge)

CD Singolo (Europa) (Columbia: COL 674310 1)
1. Have You Ever Been in Love – 4:08 (A. Bagge, Åström, Nichols, Hall, L. Bagge)
2. All by Myself (Edit) – 5:12 (Eric Carmen, Sergej Vasil'evič Rachmaninov)

CD Singolo (Europa) (Columbia: COL 674310 2)
1. Have You Ever Been in Love – 4:08 (A. Bagge, Åström, Nichols, Hall, L. Bagge)
2. Have You Ever Been in Love (Edit) – 2:58 (A. Bagge, Åström, Nichols, Hall, L. Bagge)
3. All by Myself – 5:12 (Carmen, Rachmaninov)
4. Have You Ever Been in Love (Video)

LP Singolo Promo 12" (Francia) (Columbia: SAMPMS 13043)
1. Have You Ever Been in Love – 4:08 (A. Bagge, Åström, Nichols, Hall, L. Bagge)
2. I Drove All Night (Album Version) – 4:00 (Billy Steinberg, Tom Kelly)

## Classifiche

### Classifiche settimanali
| Classifica (2003-2004)                                | Posizione massima raggiunta |
| ----------------------------------------------------- | --------------------------- |
| Québec (ADISQ)                                        | 12                          |
| Stati Uniti (Bubbling Under Hot 100)                  | 4                           |
| Stati Uniti (Billboard Hot Adult Contemporary Tracks) | 2                           |
| Svezia (Sverigetopplistan)                            | 57                          |
| Ungheria (Rádiós Top 40)                              | 27                          |

### Classifiche di fine anno
| Classifica (2003)                                     | Posizione |
| ----------------------------------------------------- | --------- |
| Stati Uniti (Billboard Hot Adult Contemporary Tracks) | 8         |

## Crediti e personale
Registrazione
- Registrato ai Paradise Sound Studios (FL); The Hit Factory Criteria di Miami (FL)

Personale
- Arrangiato da - Peer Åström, Anders Bagge
- Musica di - Peer Åström, Anders Bagge, Laila Bagge, Daryl Hall, Tom Nichols
- Produttore - Peer Åström, Anders Bagge
- Testi di - Peer Åström, Anders Bagge, Laila Bagge, Daryl Hall, Tom Nichols

## Cronologia di rilascio
| Paese  | Data | Formato |
| ------ | ---- | ------- |
| Europa | 2003 | CD      |